# 法性寺家
法性寺家(ほっしょうじけ)は、日本の公家。通字は親。室町家信の子、雅平が興した室町家の庶流である。6代目の雅秋が「木幡」と改称したが、その曾孫の雅遠の代である室町時代末期に絶家した。
系譜